# Локоджа
Локоджа (англ. Lokoja) - місто в центральній Нігерії, адміністративний центр штату Когі, порт на річці Нігер .

## Історія
Локоджа заснована Вільямом Бальфуром Байкі (William Balfour Baikie). Була столицею Британського протекторату Північна Нігерія і залишилася адміністративним містом Британського колоніального уряду після об'єднання  Північного і Південного Нігерійського Протекторату в одну колонію - Нігерію - в 1914 році .
Перший генерал-губернатор, Лорд Фредерік Лугард (Frederick Lugard) керував новою нігерійської нацією з Локоджі. З тих пір місто розрослося і сьогодні його населення складає приблизно 63 075 осіб , це торговий центр сільськогосподарського регіону, так як він розташовується в місці злиття річок Нігер і Бенуе. Локоджа знаходиться недалеко від нинішньої столиці Нігерії, міста Абуджа. Поруч з Локоджою (в Аджаокуті) будується металургійний комбінат на залізорудних копальнях.
У місті розташована телестудія, з якої ведуть мовлення два канали.